# Giovanna Garzoni

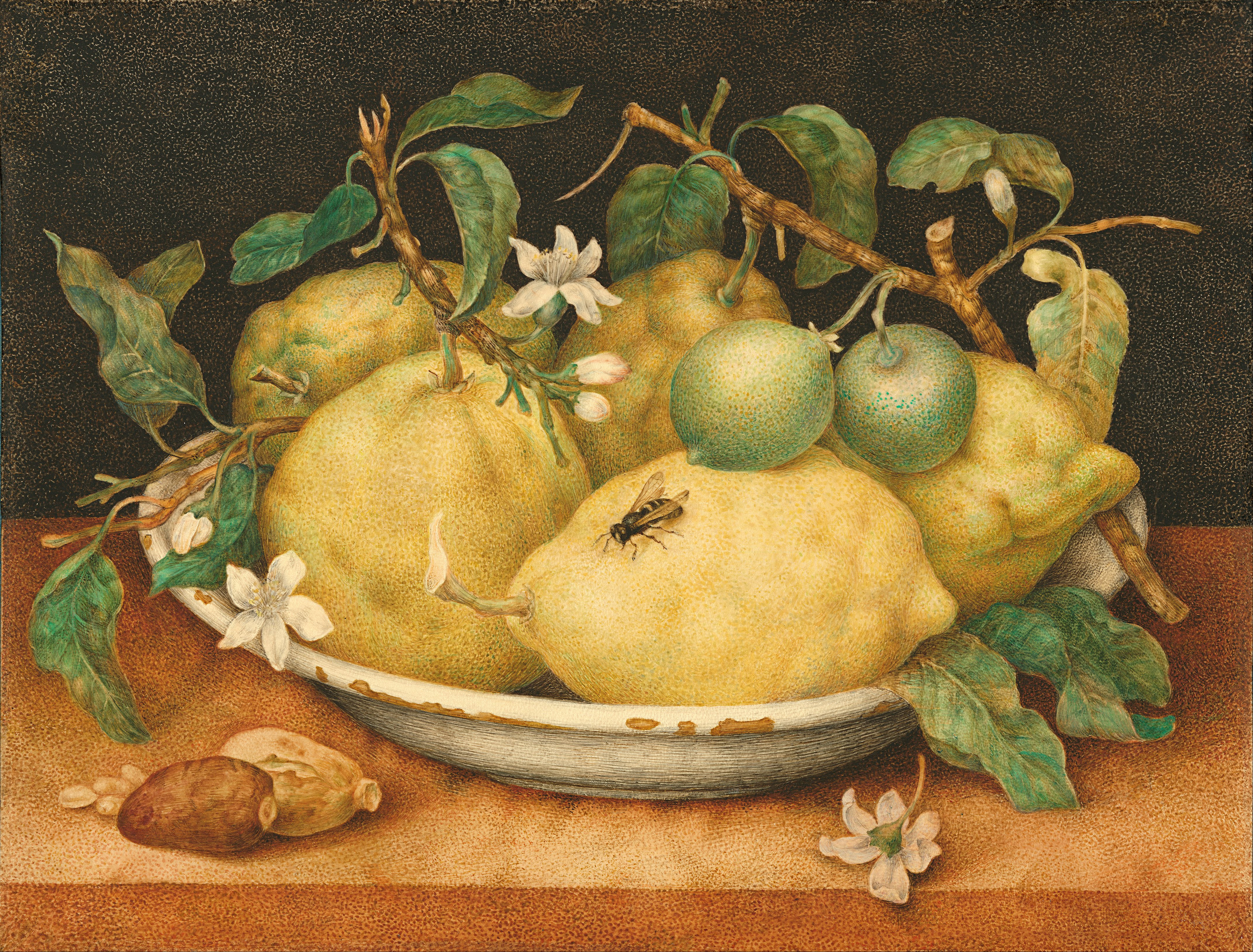
Natura morta, tempera su pergamena, 1660

Giovanna Garzoni (Ascoli Piceno, 1600 – Roma, tra il 10 e il 15 febbraio 1670) è stata una pittrice e miniaturista italiana.

## Biografia
Nacque probabilmente nel 1600 ad Ascoli Piceno da una famiglia di origine veneziana.
Fu incline alle belle arti fin da giovanissima, lavorò in varie città d'Italia e fu molto apprezzata durante il barocco. Del periodo trascorso ad Ascoli Piceno e della sua prima formazione si sa ben poco, ma sicuramente prima dei trent'anni soggiornò a Venezia dove realizzò un ritratto di sant'Andrea, oggi conservato presso le Gallerie dell'Accademia di Venezia, e si dedicò alla calligrafia presso la scuola di Giacomo Rogni.
Successivamente partì per Napoli dove risiedette tra il 1630 e il 1631 e lavorò sotto la protezione del Viceré, Fernando Afán de Ribera y Enríquez, III duca di Alcalá.
In quegli anni intrecciò un rapporto epistolare con il collezionista d'arte e mecenate Cassiano dal Pozzo.
Nel 1632 si spostò a Torino alla corte di Casa Savoia e dipinse alcuni ritratti miniati su pergamena dei membri della famiglia regnante: a tale periodo risale il ritratto di Caterina Michela d'Asburgo, madre di Vittorio Amedeo I di Savoia,  ora conservato presso la Galleria degli Uffizi.
Negli stessi anni le furono commissionate anche molte nature morte dalle quali traspare una certa influenza della pittura di scuola lombarda e di Fede Galizia.
Dopo la morte di Vittorio Amedeo I di Savoia, Giovanna Garzoni andò via da Torino ed è probabile che abbia soggiornato all'estero prima di rientrare brevemente a Roma e partire per Firenze (1642-1651), dove eseguì diverse opere per Ferdinando II de' Medici, che ne faceva dono alla moglie Vittoria della Rovere.
Trascorse l'ultima fase della sua vita a Roma ed entrò a far parte dell'Accademia di San Luca, cui lasciò alcuni dei suoi disegni, delle sue stampe e tutti i beni, secondo il testamento redatto nel 1666.
Aveva sposato il pittore Tiberio Tinelli ma poco dopo le nozze rivelò al marito di aver fatto voto di verginità dopo essere guarita da una grave malattia da giovane e chiese così l'annullamento.
Morì tra il 10 e il 15 febbraio 1670 e gli accademici, in segno di tangibile riconoscenza, elevarono in suo onore il monumento funebre decorato dal medaglione di Giuseppe Ghezzi all'interno della chiesa dei Santi Luca e Martina.
Ad Ascoli Piceno le è stata intitolata una rua: Rua Giovanna Garzoni e nella sede della pinacoteca civica è esposto il quadro che la ritrae eseguito da Carlo Maratta.

## Opere

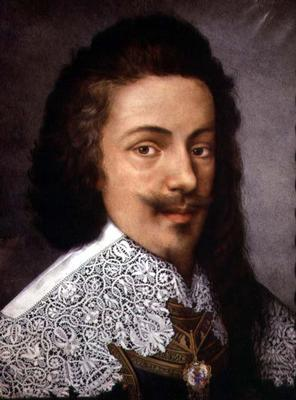
G. Garzoni, Vittorio Amedeo I di Savoia, miniatura, 1635
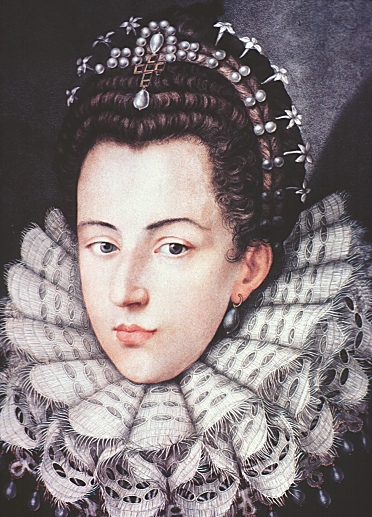
G. Garzoni, Caterina Micaela d'Austria, 1635
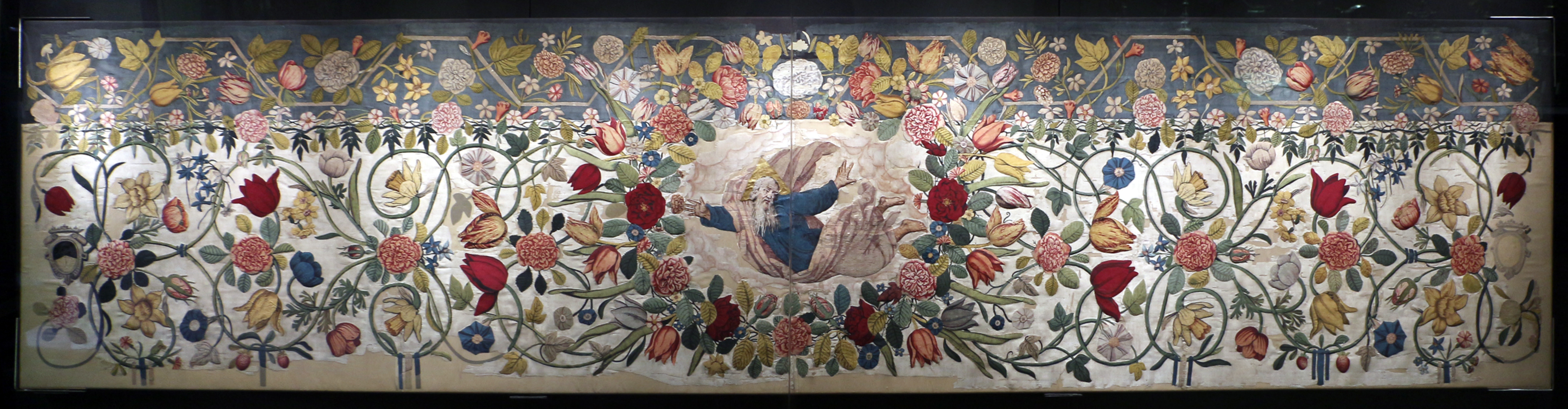
Giovanna Garzoni, paliotto, 1640-50 ca., taffetà dipinto con applicazioni di seta.